# 第154步兵師 (德國國防軍)
德國國防軍陸軍第154步兵師（德語：154. Infanterie-Division）是納粹德國國防軍陸軍的一個步兵師。該師於1945年3月在奥德贝格組建。
該師組建後，一直在東線作戰。
該師最後於1945年4月被殲，其殘部向苏联红军投降。

## 註腳
1. ↑  Mitcham（2007年）